# Кетлін Гікс
Кетлін Енн Голланд Гікс (англ. Kathleen Anne Holland Hicks; нар. 25 вересня 1970, Ферфілд, Солано, Каліфорнія, Сполучені Штати Америки) — американська урядова чиновниця, яка обіймає посаду заступника міністра оборони США з 9 лютого 2021 року по 20 січня 2025 року. Перша жінка, затверджена Сенатом на цю роль. Раніше Гікс обіймала посаду першого заступника заступника міністра оборони з політичних питань при президенті Обамі. До 2020 Гікс була академіком і радником з національної безпеки, працюючи старшим віце-президентом і директором програми міжнародної безпеки в Центрі стратегічних і міжнародних досліджень. В даний час вона є найвисокопоставленішою жінкою у Міністерстві оборони США.

## Освіта
Гікс отримала ступінь бакалавра історії та політики в коледжі Маунт-Голіок у 1991 році, який вона закінчила з відзнакою від Фі Бета Каппа. У 1993 році Гікс здобула ступінь магістра з національної безпеки в Університеті Меріленду, Коледж-Парк. Вона здобула ступінь доктора філософії з політології в Массачусетському технологічному інституті в 2010 році. Її дисертація мала назву «Агенти змін: хто і чому керує виконанням політики національної безпеки США». Її науковим керівником був Чарльз Стюарт III.

## Кар'єра
З 1993 по 2006 рік Гікс була державним службовцем у офісі міністра оборони, пройшовши шлях від стажера в адміністрації президента до старшого виконавчого співробітника. З 2006 по 2009 рік вона була старшим науковим співробітником Центру стратегічних та міжнародних досліджень (CSIS), керуючи різними дослідницькими проектами в галузі національної безпеки.
Під час президентства Обами у 2009 році Гікс була призначена заступником заступника міністра оборони зі стратегії, планів та сил. У 2012 році Гікс була першим заступником заступника міністра оборони з політичних питань при президентові Обамі. У цій ролі вона була сполучною ланкою в Чотирирічний огляд оборони 2010 року і займалася Стратегічним керівництвом з оборони 2012 року. Президент призначив Кетлін Гікс комісаром Національної комісії з питань майбутньої армії. Вона є членом Ради з міжнародних відносин і входить до порад радників Проекту національної безпеки Трумена та SoldierStrong.
Гікс раніше працювала старшим віце-президентом, головою Генрі А. Кісінджера та директором програми міжнародної безпеки в CSIS. Одночасно вона працювала науковим співробітником Дональда Маррона в Школі перспективних міжнародних досліджень Пола Х. Нітце. У жовтні 2020 року вона також працювала в групі високого рівня CSIS-LSHTM з питань довіри до вакцин та дезінформації в умовах пандемії COVID-19 під головуванням Хайді Ларсон та Дж. Стівена Моррісона.

### Заступник міністра оборони США

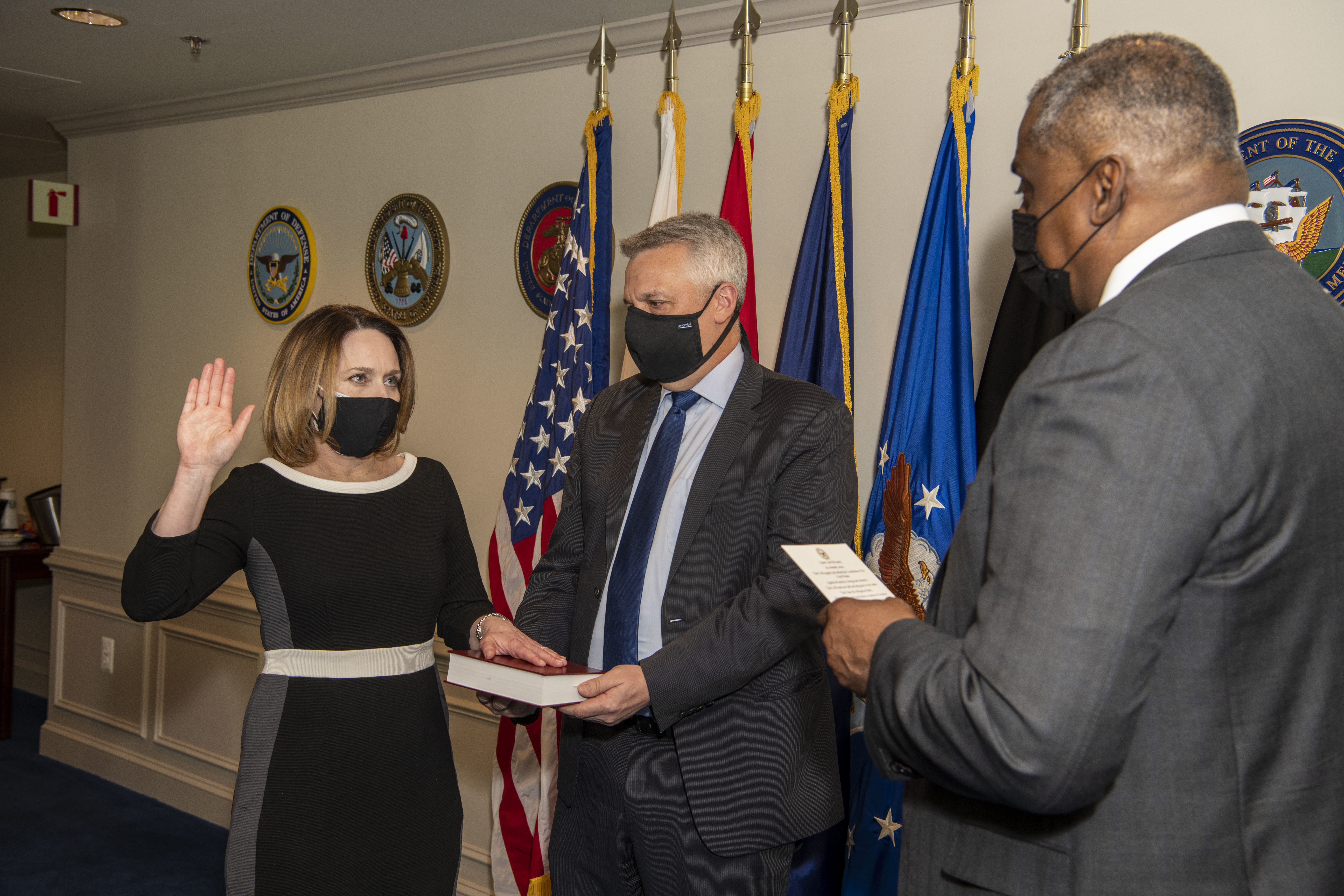
Гікс під час складання присяги 9 лютого 2021 року

30 грудня 2020 року Гікс була оголошена кандидатом обраного президента США Джо Байдена на посаду заступника міністра оборони США. Вона виступила в Сенатському комітеті з питань збройних сил 2 лютого 2021 року. Вона була затверджена голосуванням Сенату в повному складі 8 лютого 2021 року і приведена до присяги 9 лютого 2021 року.
Гікс було доручено очолити модернізацію ядерної тріади США.
У січні 2024 року міністр оборони Ллойд Остін тимчасово передав свої повноваження Гікс, поки перебував у лікарні. Гікс виконувала роль міністра оборони під час відпустки у Пуерто-Рико, але протягом трьох днів не знала про причину цього.

### Інтерв'ю 2023 року з Джоном Стюартом
У квітні 2023 року Гікс зустрілася з коміком Джоном Стюартом для інтерв'ю з широким колом питань на симпозіумі War Horse Symposium у Чикаго. Стюарт поставив їй запитання про військові витрати та неспроможність допомогти ветеранам. Він назвав непроведення щорічних аудитів свідченням «розтрат, шахрайства і зловживань», додавши: «Конгрес виділив [військовим] мільярди доларів на війну, щороку, протягом багатьох років, а потім ветерани змушені боротися за гроші на зворотному боці». Гікс визнала, що ці проблеми «відіграють важливу роль у набору і утриманні кадрів для офіцерів оборонного відомства». Обмін думками став вірусним в Інтернеті, багато хто хвалив Стюарта за висвітлення проблеми, в той час як Гікс критикували за те, що вона сміялася над занепокоєнням Стюарта і робив поблажливі коментарі, наприклад, запитала Стюарта, чи знає він, що таке аудит. Лора Селігман з Politico написала про обмін: «Однією з потенційних перешкод для Гікс є погані новини після інтерв'ю з Джоном Стюартом, [який] назвав військові витрати „корупцією“, а Гікс виглядала захисником».

## Вибрані твори
- Hicks, Kathleen; Ridge, Eric (2007). Planning for Stability Operations: The Use of Capabilities-based Approaches (англ.). Center for Strategic and International Studies. ISBN 978-0-89206-515-8.
- Hicks, Kathleen H. (2008). Invigorating Defense Department Governance: A Beyond Goldwater-Nichols, Phase 4, Report (англ.). Center for Strategic and International Studies. ISBN 978-0-89206-528-8.
- Hicks, Kathleen H.; Wormuth, Christine E.; Ridge, Eric (2009). The Future of U.S. Civil Affairs Forces (англ.). Center for Strategic and International Studies. ISBN 978-0-89206-568-4.
- Alterman, Jon B.; Hicks, Kathleen H. (2015). Federated Defense in the Middle East (англ.). Rowman & Littlefield. ISBN 978-1-4422-5881-5.
- Hicks, Kathleen H.; Metrick, Andrew; Samp, Lisa Sawyer; Weinberger, Kathleen (2 серпня 2016). Undersea Warfare in Northern Europe (англ.). Rowman & Littlefield. ISBN 978-1-4422-5968-3.
- Hicks, Kathleen H.; Samp, Lisa Sawyer (2017). Recalibrating U.S. Strategy toward Russia: A New Time for Choosing (англ.). Rowman & Littlefield. ISBN 978-1-4422-8006-9.
- Hicks, Kathleen H.; Lauter, Louis; McElhinny, Colin (2018). Beyond the Water's Edge: Measuring the Internationalism of Congress (англ.). Rowman & Littlefield. ISBN 978-1-4422-8088-5.